# IC 1801
IC 1801 est une galaxie spirale barrée située dans la constellation du Bélier. IC 1801 a été découverte par l'astronome français Stéphane Javelle en 1897.

## Description
Sa vitesse par rapport au fond diffus cosmologique est de 3 770 ± 18 km/s, ce qui correspond à une distance de Hubble de 55,6 ± 3,9 Mpc (∼181 millions d'al).
Avec la galaxie NGC 935, cette galaxie figure dans l'atlas d'Halton Arp sous la cote Arp 276. L'image des deux galaxies montre qu'elles sont au début d'une collision galactique.
La classe de luminosité de IC 1801 est II

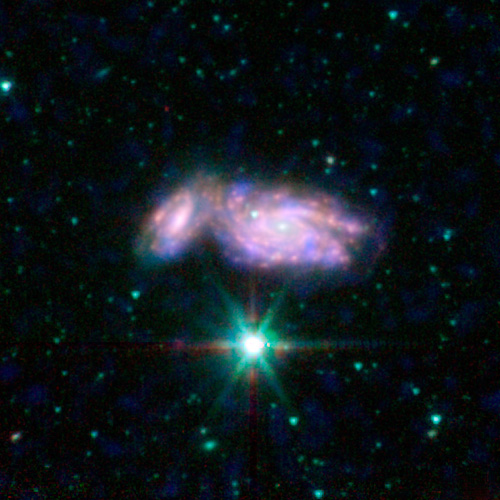
Galaxie spirale NGC 935-IC 1801.

## Groupe de NGC 976
La galaxie IC 1801 fait partie du groupe de NGC 976. Ce groupe referme au moins 12 galaxies, dont 11 sont inscrites dans l'article de Garcia. Ce sont les galaxies IC 1797, IC 1801, NGC 924, NGC 930 (en réalité NGC 932), NGC 935, NGC 938, NGC 976, UGC 1965, UGC 2032, UGC 2064 et MCG 3-7-13. Quatre de ces 12 galaxies sont également inscrites dans un article d'Abraham Mahtessian paru en 1998. Il s'agit de NGC 924, NGC 930 (=NGC 932), NGC 935 et NGC 938. La 12e galaxie est NGC 992. En effet selon le même article de Mahtessian, NGC 976 et NGC 992 forment une paire de galaxies. Les données confirment ce fait et NGC 992 devrait donc être incluse dans le groupe de NGC 976.
De plus, IC 1801 forme une paire de galaxie avec NGC 935 avec laquelle elle est en forte interaction.